# مارك كليفتون
مارك كليفتون (بالإنجليزية: Mark Clifton)‏‏ (1906 في فيلادلفيا - 1963 ) روائي، وكاتب، وكاتب خيال علمي من الولايات المتحدة.

## الجوائز
- جائزة هوغو لأفضل رواية